# Parlamentswahl in St. Lucia 1987 (6. April)
Die Parlamentswahl in St. Lucia 1987 (englisch General elections) waren die vierzehnten Parlamentswahlen in St. Lucia.

## Wahl
Die Wahl fand am 6. April 1987 statt. Sieger war die United Workers Party, welche neun der siebzehn Sitze errang. Die Wahlbeteiligung lag bei 60,8 %. Aufgrund des schwachen Vorsprungs forderte der damalige Premierminister John Compton Neuwahlen, welche das Ergebnis allerdings nur bestätigten. Diese wurden bereits am 30. April abgehalten.
| Partei                    | Stimmen | %    | Sitze |
| ------------------------- | ------- | ---- | ----- |
| United Workers Party      | 25.892  | 52.5 | 9     |
| Saint Lucia Labour Party  | 18.889  | 38.3 | 8     |
| Progressive Labour Party  | 4.572   | 9.3  | 0     |
| Invalid/blank votes       | 1.158   | –    | –     |
| Total                     | 50.511  | 100  | 17    |
| Registered voters/turnout | 83.153  | 60.8 | –     |
| Source: Nohlen, PDBA      |         |      |       |